# Llista d'entitats de població d'Alaska

Bandera d'Alaska

Aquesta és una llista en ordre alfabètic d'entitats de població d'Alaska, l'estat més septentrional dels Estats Units d'Amèrica.
| Índex A B C D E F G H I J K L M N O P Q R S T U V W X Y Z |

## A
- Adak
- Akhiok
- Akiak
- Akutan
- Alakanuk
- Aleknagik
- Allakaket
- Ambler
- Anaktuvuk Pass
- Anchorage (municipalitat)
- Anderson
- Angoon
- Aniak
- Anvik
- Atka
- Atqasuk

## B
- Barrow
- Bettles
- Bethel
- Brevig Mission
- Buckland
- Buster

## C
- Central
- Chefornak
- Chevak
- Chignik
- Chuathbaluk
- Circle
- Circle Hot Springs
- Clark's Point
- Coffman Cove
- Cold Bay
- Cordova
- Craig

## D
- Deering
- Delta Junction
- Dillingham
- Diomede

## E
- Eagle
- Eek
- Egegik
- Ekwok
- Elim
- Emmonak

## F
- Fairbanks
- False Pass
- Fort Yukon

## G
- Galena
- Gambell
- Golovin
- Goodnews Bay
- Grayling
- Gustavus

## H
- Haines
- Holy Cross
- Homer
- Hoonah
- Hooper Bay
- Houston
- Hughes
- Huslia
- Hydaburg

## J
- Juneau (Ciutat i Borough)

## K
- Kachemak
- Kake
- Kaktovik
- Kaltag
- Kasaan
- Kenai
- Ketchikan
- Kiana
- King Cove
- Kivalina
- Klawock
- Kobuk
- Kodiak
- Kotlik
- Kotzebue
- Koyuk
- Koyukuk
- Kupreanof
- Kwethluk

## L
- Larsen Bay
- Levelock
- Lower Kalskag

## N
- Napakiak
- Napaskiak
- Nenana
- New Stuyahok
- Newhalen
- Nightmute
- Nikolai
- Nome
- Nondalton
- Noorvik
- North Pole
- Nuiqsut
- Nulato
- Nunam Iqua (anteriorment Sheldon Point)
- Nunapitchuk

## O
- Old Harbor
- Ouzinkie

## P
- Palmer
- Pelican
- Petersburg
- Pilot Point
- Pilot Station
- Platinum
- Point Hope
- Port Alexander
- Port Heiden
- Port Lions

## Q
- Quinhagak

## R
- Ruby
- Russian Mission

## S
- Saint George
- St. Mary's
- St. Michael
- Saint Paul
- Sand Point
- Savoonga
- Saxman
- Scammon Bay
- Selawik
- Seldovia
- Seward
- Shageluk
- Shaktoolik
- Shishmaref
- Shungnak
- Sitka (Ciutat i Borough)
- Skagway
- Soldotna
- Stebbins

## T
- Tanana
- Teller
- Tenakee Springs
- Thorne Bay
- Togiak
- Toksook Bay

## U
- Unalakleet
- Unalaska
- Upper Kalskag

## V
- Valdez

## W
- Wainwright
- Wales
- Wasilla
- White Mountain
- Whittier
- Wales
- Wrangless

## Y
- Yakutat (ciutat i borough)